# 新克里溫
50°23′2″N 26°41′57″E / 50.38389°N 26.69917°E
新克里溫（烏克蘭語：Новий Кривин），是烏克蘭西部的村莊，隸屬赫梅利尼茨基州的舍佩蒂夫卡區。該村始建於1602年，面積0.4平方公里，海拔高度253米，2001年人口13，人口密度每平方公里32.5人。